# 聖ペテロと聖パウロ (エル・グレコ)
『聖ペテロと聖パウロ』（せいペテロとせいパウロ、露: Апостолы Петр и Павел、英: Saint Peter and Saint Paul）は、ギリシア・クレタ島出身のマニエリスム期のスペインの巨匠エル・グレコがエル・グレコがトレドでその名声を確立したころ (1587-1592年ごろ) に制作したキャンバス上の油彩画である。キリスト教会の創設者である聖ペテロと聖パウロが、本作のように並んで描かれている図像はほとんど先例がない。作品は1911年にP・
P・デゥルノーヴォ (P.P. Durnovo) から寄贈されて以来、サンクトペテルブルクのエルミタージュ美術館に所蔵されている。

## 作品
左側にいる聖ペテロはイエス・キリストから授与された天国の鍵を持ち、多くの書簡で知られる右側の聖パウロは開かれた書物の一行を指さしている。机の端にはインク壺が見える。聖ペテロと聖パウロが並んで描かれるという特異な図像は、キリスト教はユダヤの律法を超えた普遍的宗教でなければならないと主張したアンティオキアでの使徒会議 (ガラテヤの信徒への手紙、第2章:7-16) に取材したものと考えられる。
本作において、パウロは確信を持って真理を主張するものとして描かれているのに対し、パウロから「ユダヤ人なのに異邦人のように生活する」と批判されたペテロは強い個性を示しておらず、パウロに比べて影が薄い。本作の中心人物は聖パウロである。パウロのアトリビュートである剣が描かれていないのは、両者の和解を表しているとも解釈される。構図の中心をなす2人の手の仕草は、彼らを結びつける一種の対話のようなものになっている。
本作の聖パウロは、エル・グレコがスペインに到着して間もないころに描いた『聖パウロ』 (ナロス・コレクション) の図像をそのまま利用している。ストックホルム国立美術館にある同主題作は構図とモティーフは本作と一致するが、技法的に見て制作年代はかなり下がると思われる。1608年にディエゴ・デ・アストールによって、この作品のエングレーヴィングが作られていることから制作年は1608年、またはその少し前だと考えられる。このストックホルムの作品で注目すべきなのは、筆致が大胆なものになっただけでなく、ナロス・コレクションのパウロと比べてパウロが著しく老けたことである。本作のパウロもナロス・コレクションのパウロより僅かながら老けている。ここから生まれる推論は、エル・グレコがこれらの作品で同一人物をモデルに使って描いたのではないかということである。そして、このモデルはエル・グレコ自身であったのではないかとも推論される。『聖パウロ』のモデルの人物は、伝統的に『自画像』とされるメトロポリタン美術館所蔵の作品と似ているからである。

## 関連作品

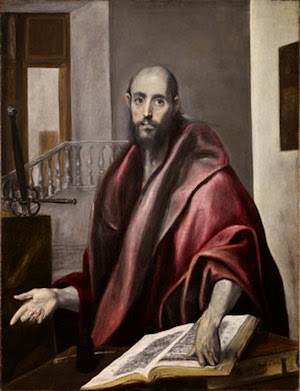
エル・グレコ『聖ペテロ』（1579-1586年ごろ）ナロス・コレクション
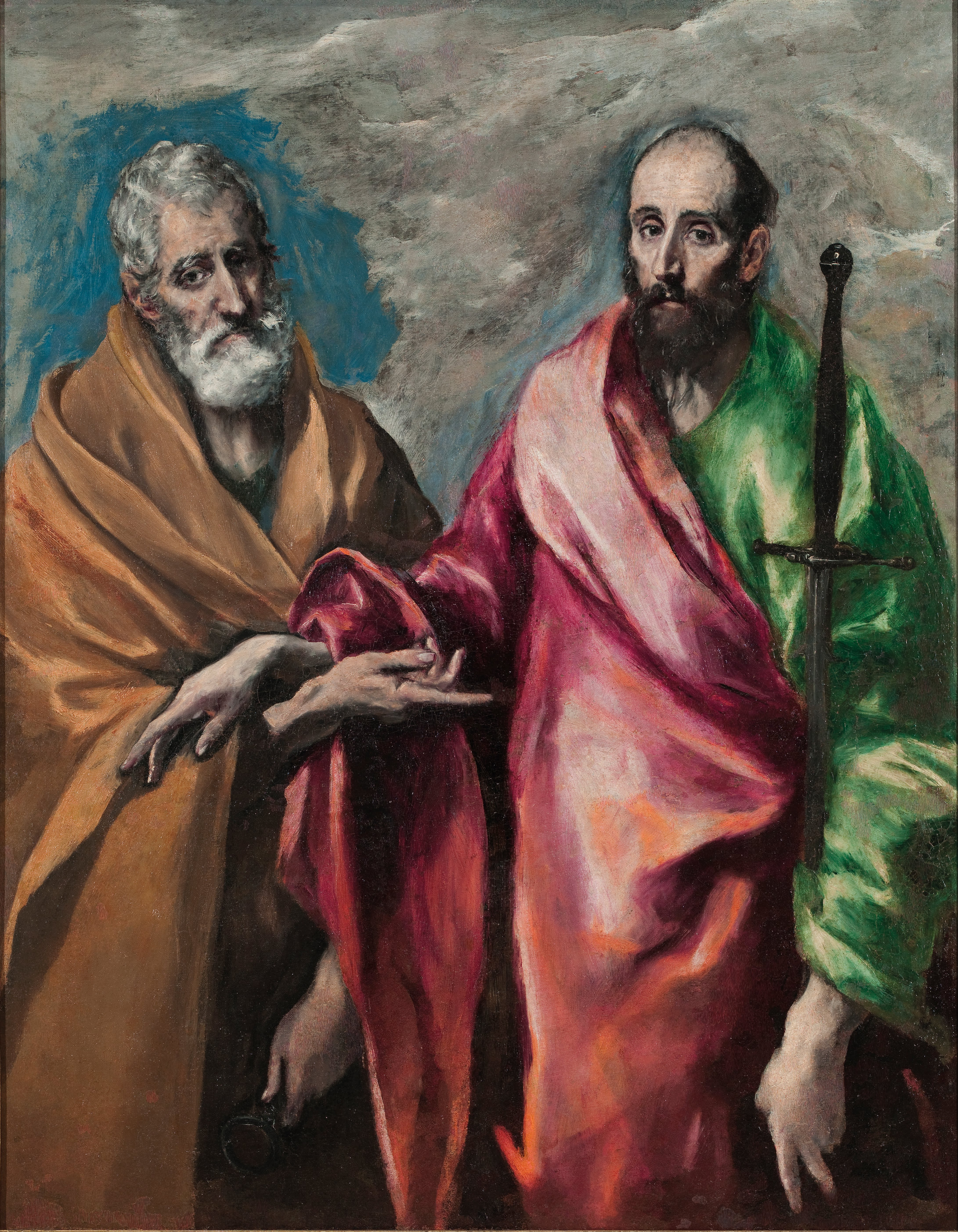
エル・グレコ『聖ペテロと聖パウロ』（1587-1597年ごろ）カタルーニャ美術館、バルセロナ
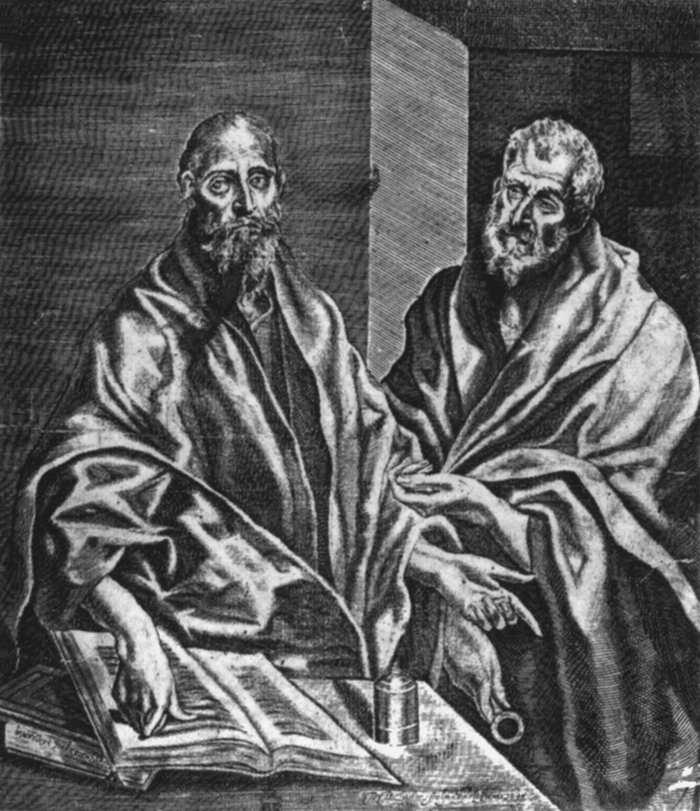
ディエゴ・デ・アストール（英語版）作エングレーヴィング『聖ペテロと聖パウロ』（1608年）
エル・グレコ『聖ペテロと聖パウロ』（1608年ごろ）ストックホルム国立美術館、ストックホルム
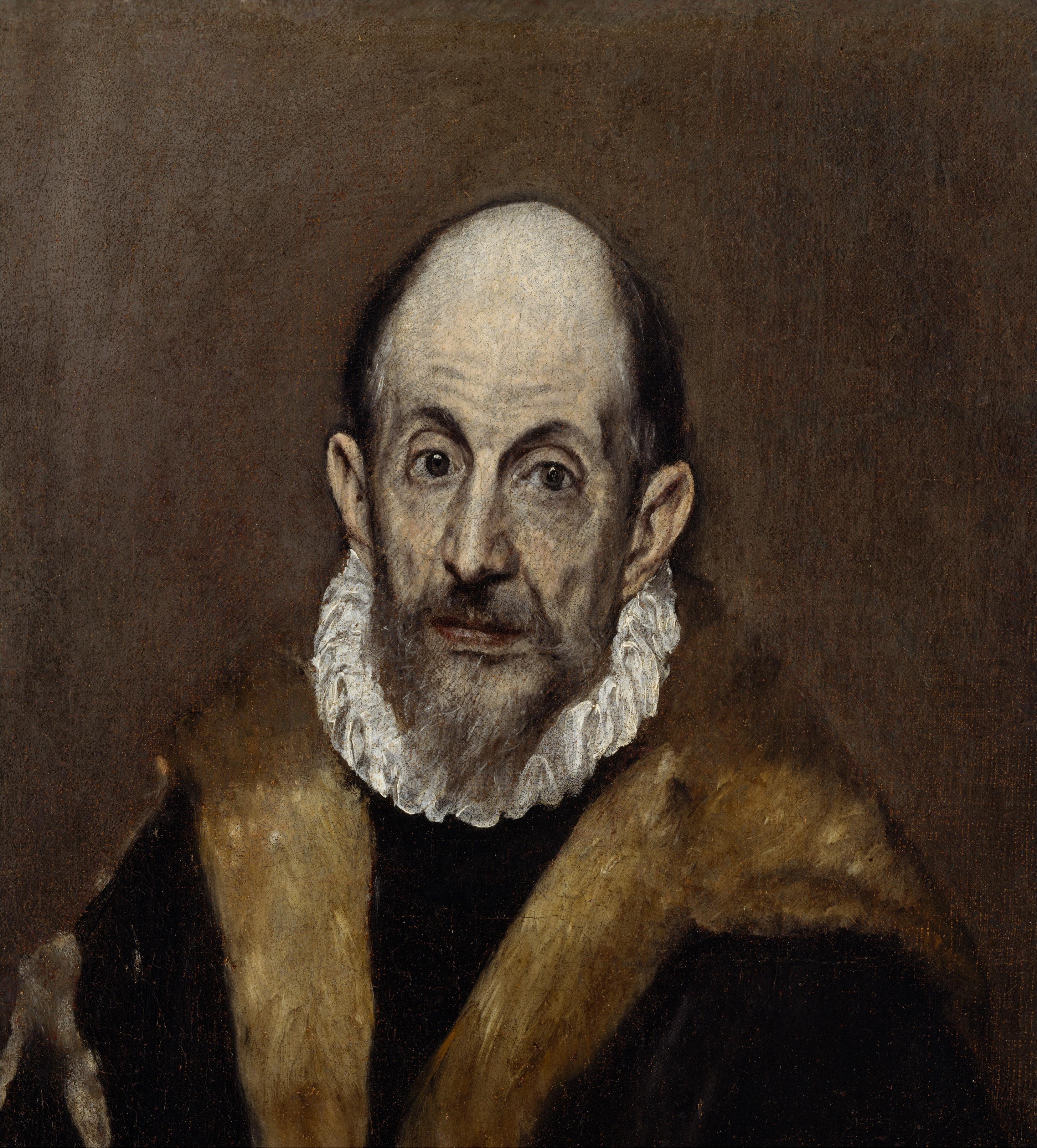
エル・グレコ『自画像』（1590-1600年ごろ）メトロポリタン美術館、ニューヨーク